# Синдром Ґріншпана
Синдром Ґріншпана — синдром, для якого характерна тріада: первинна артеріальна гіпертензія, цукровий діабет і плоский лишай ротової порожнини.
Вважається, що червоний плескатий лишай ротової порожнини розвивається через лікування артеріальної гіпертензії та цукрового діабету, але ці дані ще не до кінця перевірені.